# Hans-Christoph Schmidt-Lauber
Hans-Christoph Schmidt-Lauber (* 4. Februar 1928 in Lübeck; † 27. April 2009 in Wien) war ein deutscher evangelisch-lutherischer Theologe. Er trat in seinen Schriften vor allem als Liturgiewissenschaftler hervor.

## Leben
Hans-Christoph Schmidt-Lauber wurde als Sohn des Lübecker Dompredigers Erwin Schmidt geboren. Aufgrund der Gegnerschaft des Vaters zum Nationalsozialismus und des gegen ihn verhängten Redeverbots musste die Familie 1935 nach Hamburg ziehen, wo Erwin Schmidt Pastor der unabhängigen Bekenntniskirche St. Anschar wurde. Hans Christoph Schmidt-Lauber studierte von 1947 bis 1953 Evangelische Theologie an der Philipps-Universität Marburg, der Eberhard Karls Universität Tübingen, der Ruprecht-Karls-Universität Heidelberg und der University of Birmingham. Anschließend absolvierte er sein Vikariat in seiner Geburtsstadt Lübeck und wurde 1955 Pastor der St.-Michael-Kirche in Lübeck-Siems. Seit dieser Zeit war er Mitglied der Michaelsbruderschaft. Zwei Jahre später wurde Schmidt-Lauber Mitglied der Liturgischen Konferenz Deutschlands, was er bis 2001 blieb. Von 1961 bis 1963 war er Direktor der Evangelisch-Lutherischen Akademie von Südafrika und Namibia in Johannesburg. 

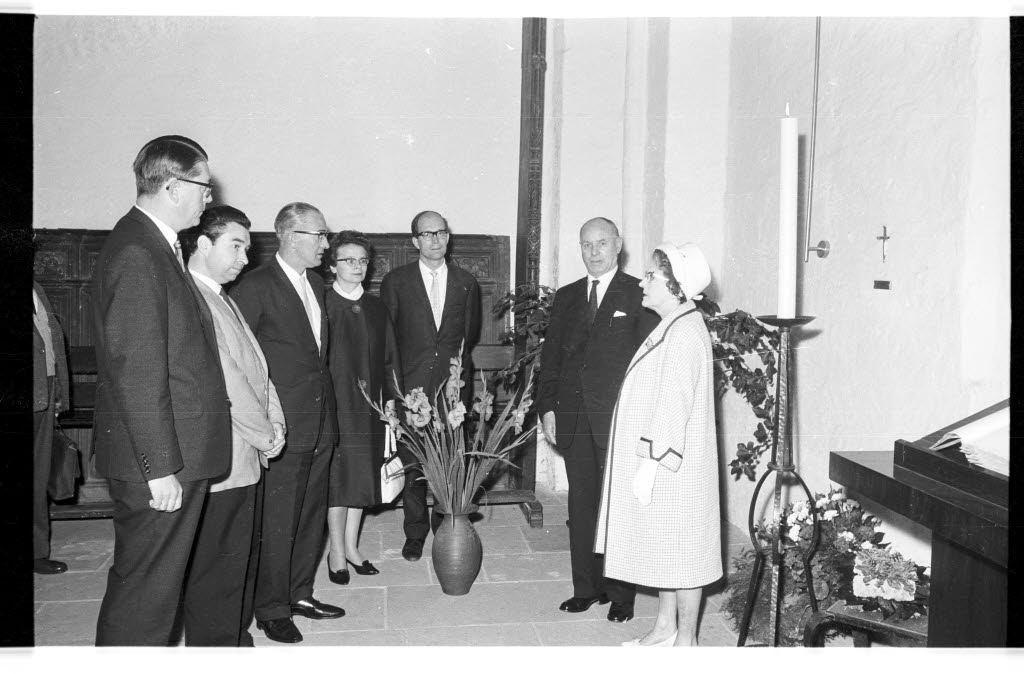
Hans-Christoph Schmidt-Lauber (Mitte) mit einer Delegation aus Coventry am Nagelkreuz in der Nikolaikirche (1964)

Danach trat er das Amt als Pastor der Nikolaikirche in Kiel an.
1977 wurde Hans-Christoph Schmidt-Lauber an die Evangelisch-theologische Fakultät der Universität Wien berufen. Dort hatte er bis 1996 den Lehrstuhl für Praktische Theologie inne und war von 1984 bis 1986 sowie von 1992 bis 1994 Dekan der Fakultät. Von 1981 bis 1983 war er außerdem Präsident der internationalen liturgiewissenschaftlichen Gesellschaft Societas Liturgica, für die er zuvor bereits seit 1973 als Schatzmeister tätig gewesen war.
Hans-Christoph Schmidt-Lauber war verheiratet und hatte fünf Kinder. Nach seinem Tod wurde er am Dornbacher Friedhof in Wien bestattet.

## Schriften (Auswahl)
- Die Eucharistie als Entfaltung der Verba Testamenti. Eine formgeschichtlich-systematische Einführung in die Probleme des lutherischen Gottesdienstes und seiner Liturgie, Kassel 1957.
- (als Übersetzer:) John Gordon Davies: Der heilige Geist, die Kirche und die Sakramente, Stuttgart 1958.
- Die Zukunft des Gottesdienstes. Von der Notwendigkeit lebendiger Liturgie, Stuttgart 1990.
- Abendmahl und Opfer (Das Problem des Offertoriums), in: Ulrich H. J. Körtner (Hrsg.): Gottesvorstellungen. FS G. Adam, Wien 1999, S. 453ff.

### Als Herausgeber
- Theologia scientia eminens practica: Fritz Zerbst zum 70. Geburtstag, Wien, Freiburg, Basel 1979.
- mit Manfred Seitz: Der Gottesdienst. Grundlagen und Predigthilfen zu den liturgischen Stücken, Stuttgart 1992.
- mit Karl-Heinrich Bieritz: Handbuch der Liturgik. Liturgiewissenschaft in Theologie und Praxis der Kirche, Leipzig 1995; 3., vollst. neu bearb. und erg. Aufl. Göttingen: Vandenhoeck und Ruprecht 2003, ISBN 3-525-57210-7.